# Розвиток людини

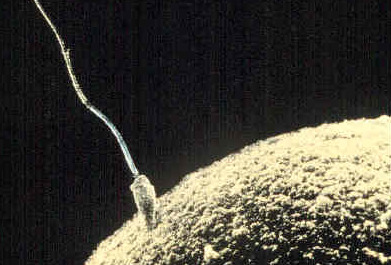
Запліднення сперматозоїдом яйцеклітини

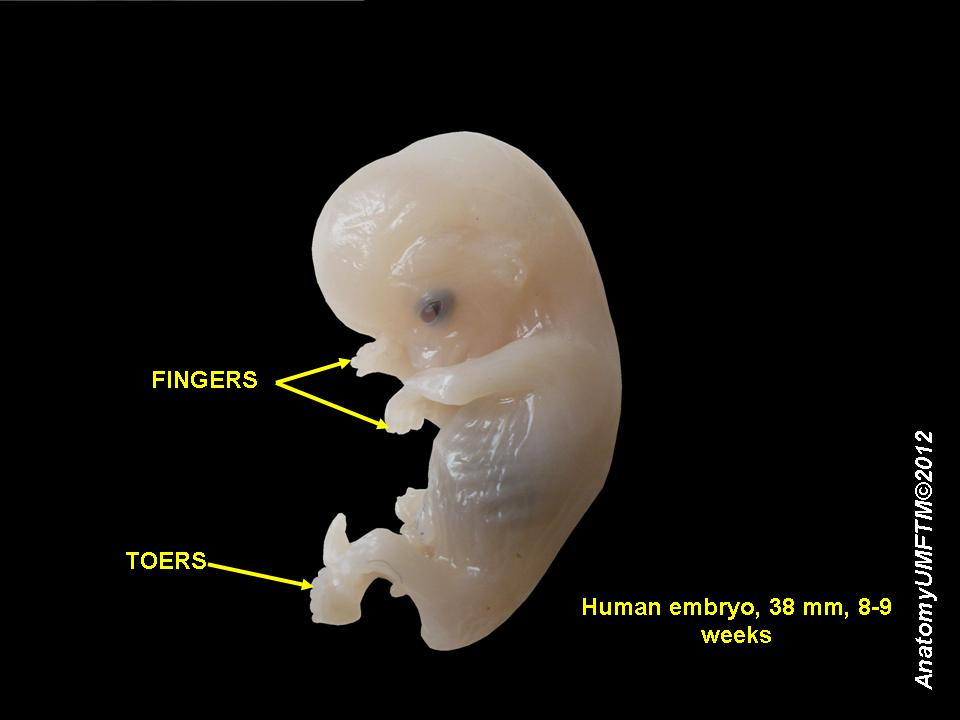
Ембріон людини (вік 8 — 9 тижнів)

Розвиток людини (Онтогенез) — біологічний процес зростання і дозрівання від одноклітинної зиготи до завершення життя.
В онтогенезі людини виділяють ембріональний (зародковий) та постембріональний (післязародковий) періоди.

## Ембріональний розвиток
У процесі зародкового розвитку людини виділяють кілька послідовних періодів: запліднення, дроблення, розвиток дво та тришарового зародка – гаструли; гістогенез (закладання тканин) та органогенез (формування органів).
Під час ембріонального розвитку людини виділяють зародковий і плодовий періоди. 
Зародковий період триває від початку другого та до завершення восьмого тижня вагітності. 
У разі вдалого проникнення сперматозоїда крізь мембрану яйцеклітини відбувається запліднення: генетичний матеріал сперматозоїда і яйцеклітини, злившись в одне, утворюють єдиний одноклітинний організм, який називається зигота. Так починається  зародкова стадія внутрішньоутробного розвитку.
У цей час ембріон живиться переважно секретами залозистих клітин стінки матки. На початку другого тижня розпочинається гаструляція, на третьому – формування нейрули: розвиток нервової трубки. До закінчення восьмого тижня вагітності формуються всі органи, системи органів і позазародкові оболонки, тобто завершуються основні події гістогенезу та органогенезу. Плодовий період починається з дев’ятого тижня вагітності та завершується народженням. Зародок на цій стадії називають плодом. У цей час плід посилено росте і живиться за допомогою плаценти. Максимального розвитку плацента досягає наприкінці п’ятого місяця зародкового розвитку (пригадайте будову та функції плаценти). Перед пологами (38–40і тижні зародкового розвитку) доношений плід становить 45–60 см завдовжки при масі 2,5–4 кг. У нього функціонують смакові, тактильні та температурні рецептори, а органи слуху та зору ще неповністю розвинені.

## Постембріональний розвиток
Постембріональний розвиток тварин і людини – це період життя, який починається після народження або виходу з оболонок, що вкривають зародок, і триває до смерті. За цей час організм росте, набуває здатності до розмноження, старіє та вмирає.
перші десять днів життя дитини – це період новонародженості.
З 11-го дня життя і до одного року триває грудний період. У цей час організм дитини активно росте, її розміри збільшуються у 1,5–2 рази, одночасно збільшується і маса її тіла. Дитина в цей час отримує основну масу поживних речовин з материнським молоком. У грудному молоці, окрім поживних речовин, містяться деякі антитіла, які забезпечують пасивний імунітет дитини. У віці шести місяців у дитини починають прорізуватися молочні зуби (цей процес може тривати до 33 місяців). Значні зміни відбуваються в скелеті дитини. Так, у віці 2–3 місяці, коли дитина починає тримати голову, у неї формується шийний вигин (лордоз), а в 6–7 місяців – грудний (кіфоз). У віці два роки хребет дитини набуває форми, як у дорослої людини. 
Перший-третій роки життя – це період раннього дитинства. У цей період діти інтенсивно розвиваються, особливо – мова та мислення, у них виникає прагнення ходити, гратися. Період першого дитинства триває від чотирьох до семи років. У віці 5–6 років з’являються перші постійні зуби. Дитина активно розвивається, сприймає багато інформації про навколишній світ. 
Період другого дитинства, або молодий шкільний період, триває від восьми до 12 років. Розумові здібності дитини активно розвиваються. 
Підлітковий період дівчат триває від 12го до 15го року життя, хлопців – від 13го до 16го. Він збігається з періодом статевого дозрівання. Під впливом статевих гормонів формуються вторинні статеві ознаки (пригадайте їх з курсу біології 8 класу). Від 16го до 20го року (дівчата) або від 17го до 21го (юнаки) триває юнацький період. У цьому віці ріст і розвиток організму переважно завершуються, усі системи органів майже досягають своєї зрілості. У цей час підсилюються процеси психологічного й культурного дозрівання. Репродуктивна функція зазвичай дозріває у віці 18–20 років. 
Зрілий вік настає у віці 21 рік. Перший період зрілого віку триває до 35 років, другий – до 55 років у жінок і до 60 – у чоловіків. 
Похилий вік триває від 56 років (жінки) та 61 року (чоловіки) до 74го року життя. 
У віці 75 років починається старечий вік.